# Anima (Jung)
Anima is volgens de psycholoog Carl Gustav Jung een van de archetypen uit het collectief onbewuste, dat deel van de innerlijke psyche dat met de vrouwelijke zijde van de man overeenkomt. Net zo is het archetype van de mannelijke zijde van een vrouw de animus. Ieder mens heeft volgens Jung namelijk kenmerken van de beide seksen, niet alleen biologisch maar ook in psychologische zin. 

## Archetype
Bij een evenwichtige persoonlijkheid kunnen beide delen van de psyche, animus en anima, zich beide vrijelijk manifesteren in het bewustzijn en in het gedrag. Door opvoeding wordt het ene echter soms ontwikkeld en het andere niet. Een man ontwikkelt hierdoor meestal meer zijn mannelijke dan zijn vrouwelijke kant. Als de anima bij de man onderontwikkeld is, belemmert deze het functioneren van de man en blijft het vrouwbeeld primitief. Dat eeuwige beeld van de vrouw dat de man met zich meedraagt is als het ware in het genetische materiaal van de man ingeprent, een neerslag van alle indrukken die ooit door de vrouw zijn gemaakt.

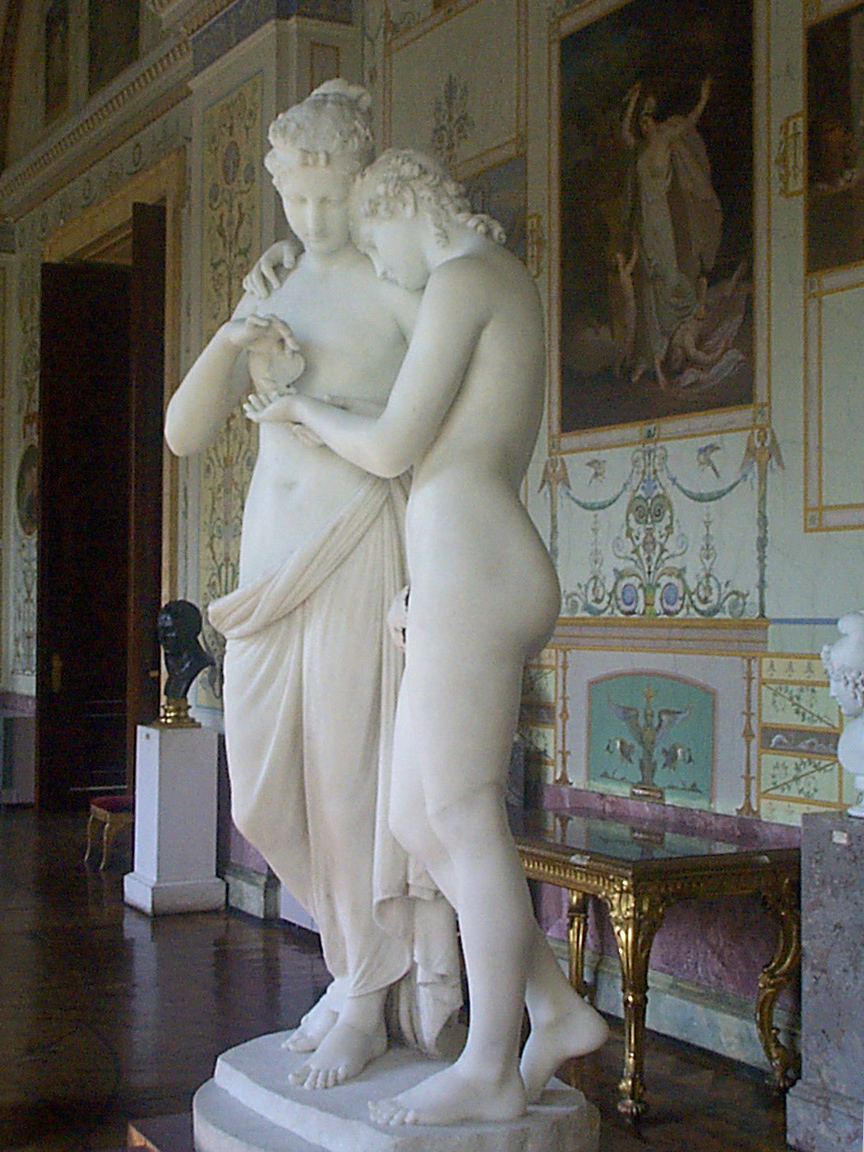
De dialoog van de man met zijn Anima - Psyche en Cupido

## Projecties
De anima, die dus behoort tot het collectief onbewuste, werkt op onbewust niveau en is aanleiding tot projecties. De eerste projectie van de anima is onveranderlijk gericht op de moeder (net zo is bij de vrouw de eerste projectie van de animus gericht op de vader). Bij verliefdheid zal de man aangetrokken worden door vrouwen die beantwoorden aan zijn animabeeld van de vrouw. Ongeacht welke andere (bewuste) redenen de man heeft om zich tot een vrouw aangetrokken te voelen, het is in hoofdzaak dit onbewust proces dat zijn keuze stuurt. Anima en animus worden op een vergelijkbare manier dus geprojecteerd op het andere geslacht en bepalen de verhouding tot de andere sekse. Er bestaat volgens Jung trouwens ook een deel van de onbewuste psyche dat de verhouding tot het eigen geslacht weergeeft, een gevaarlijk archetype dat hij de schaduw noemt. 

## Reactie tegen opgelegde rolpatronen
Dat de anima (of animus al naargelang het geval) in onze westerse maatschappij vaak onderontwikkeld is, wijt Jung aan de normen die door onze beschaving aan mannen en vrouwen worden opgelegd aangaande hun 'mannelijkheid' of 'vrouwelijkheid'. Deze druk om zich te conformeren plaatst de persona op het voorplan waardoor anima en animus worden verstikt en in opstand komen. Deze extreme reacties uiten zich volgens Jung bij een jongen als het beginnen vertonen van overdreven vrouwelijk gedrag, zoals waargenomen bij travestieten of verwijfde homoseksuelen. Op dezelfde manier kan een meisje zich overdreven mannelijk beginnen te gedragen en kleden als haar animus 'in opstand komt'.

## De anima in de mythologie
Emma Jung, de vrouw van Carl Gustav Jung, heeft de anima omschreven aan de hand van algemene mythen en sagen, die over de hele wereld voorkomen. Verhalen over mythische wezens als undinen, zwanenjonkvrouwen, feeën en nimfen komen volgens haar over de hele wereld voor en zeggen iets over de psyche van de mens. 
Ze karakteriseert de anima als een natuurwezen. Andere eigenschappen die ze aan de Anima toeschrijft zijn: De grote moeder, de bron van het leven, Eros, liefdesgodin, verleidelijk, mooi, irrationeel, dromerig, illusie verwekkend, onvrij, natuurlijk, ontvankelijk, zieneres, dienares, profete, brenger van wijsheid en onlichamelijk.